# Партия справедливости (Турция)
Партия справедливости (тур. Adalet Partisi) — турецкая политическая партия, действовавшая в 1960-70-х годах. Была основана выходцами из правоцентристской либерально-консервативной Демократической партии, главой партии и наиболее известным её членом был Сулейман Демирель, шесть раз занимавший пост премьер-министра. Была запрещена после государственного переворота 1980 года. В 1983 году ряд бывших членов Партии справедливости во главе с Демирелем основали Партию верного пути, которая была правящей в 1991—1996 годах..
Партия справедливости была умеренной правой партией. Она выступала за принципы кемализма, парламентскую демократию и рыночную экономику, помимо этого, она поддерживала членство Турции в НАТО и укрепление отношений с США.

## История
После государственного переворота 1960 года военные запретили правящую до переворота демократическую партию. Впрочем, полностью избавиться от её наследия они не смогли. После запрета демократической партии образовался ряд различных партий, которые пытались вобрать в себя бывших сторонников распавшейся. Одной из таких партий стала партия справедливости, основанная в 1961 году генералом Рагыпом Гюмюшпалой. Логотипом партии справедливости, как и ранее демократической партии, стала гарцующая лошадь.
Партия справедливости оказалась наиболее успешной наследницей демократической партии, ей удалось привлечь существующие провинциальные объединения демократической партии, наибольшего успеха ей удалось добиться в западных регионах Турции. В восточных же регионах большего успеха удалось добиться партии новой Турции. На всеобщих выборах 1961 года им вместе удалось получить 48,5 % голосов, 34,8 из них набрала партия справедливости. Впрочем, военные не могли допустить, чтобы «наследники» свергнутой демократической партии вновь пришли к власти, поэтому было сформировано коалиционное правительство,
Впоследствии партия справедливости продолжила расти, вбирая в себя сторонников мелких распадавшихся партий-«наследников» демократической партии. Кроме того поворот партии к левоцентризму привёл к уменьшению опасений у военных относительно неё. Всё это привело к тому, что на состоявшихся в 1963 году местных выборах партия справедливости набрала 46 % голосов — больше, чем любая другая партия. В 1964 году умер основатель партии Рагып Гюмюшпала, исполняющим обязанности председателя был назначен Садеттин Бильгич, врач по образованию. Первоначально он считался наиболее вероятным кандидатом на пост председателя, но информационная кампания, поднятая против него в СМИ, серьёзно подмочила репутацию Бильгича и привела к росту опасений среди лидеров партии, что его избрание негативно отразится к на имидже партии среди интеллигенции и военных. Кроме того, на партию давил президент Джемаль Гюрсель, настаивающий на избрании Сулеймана Демиреля. В декабре 1964 года состоялись выборы нового председателя, на которых Демирель одержал безоговорочную победу.
Парламентские выборы в 1965 году стали триумфальными для партии справедливости, набравшей 53 % голосов и получившей таким образом 240 мест в парламенте. К следующим выборам обстановка в стране переменилась. Демирель, получивший образование в США, стал восприниматься избирателями как символ прозападного капитализма и был подвергнут критике как слева, среди сторонников социалистических течений, так и справа, среди исламистов. Несмотря на то, что на выборах 1969 года партии справедливости удалось получить 46,5 % голосов, её положение стало нестабильным. В 1971 году растущее политическое насилие привело к очередному вмешательству со стороны военных в политику и отставке Демиреля. На выборах 1973 и 1977 года партия справедливости получила соответственно, 29,82 и 36,89 % голосов. Видным деятелем партии с середины 1970-х годов стал бригадный генерал Али Эльверди, известный политической жёсткостью и крайним антикоммунизмом.
После произошедшего в 1980 году очередного военного переворота партия справедливости была запрещена, а Сулейман Демирель отстранён от политики. В 1983 году Партия справедливости была воссоздана под названием Партия верного пути.